# ブライダルインナー
ブライダルインナー（英語：bridal inner）とは、ウェディングドレスを美しく着用するための下着を意味する。ドレスの下に着用し、その美しいラインを造り出せるようボディラインを整えるファウンデーション(補正or補整下着)の一種である。ドレス下着やウェディング下着などとも呼ばれるが、総称して「ブライダルインナー」と呼ぶことが多い。
主にウェディングドレスを綺麗に着こなすために素材やパターンに機能を施してあるブライダル専用の補正下着について言われる。ウェディングドレスに合わせて白色にすることが一般的。
下着メーカーワコールは従来「欧米人のメリハリのあるスタイルが映える形」であったブライダル用下着を自社ブランドで日本人の体型に合わせてデザインしたという。

## 種類
どのようなドレススタイルが美しいと考えられるかは、着用するドレスや体型によって変わってくるので、様々なタイプのブライダルインナーが存在する。

### アイテム
代表的なアイテムは以下の通り。
セパレートタイプ
セミロングブラジャーとウエストニッパーを別々に使用するもの
ビスチェタイプ
ブラジャーとウエストニッパーが一体のもの
スリーインワンタイプ
ブラジャーとウエストニッパー、ガーターベルトが一体のもの
その他、ドレスのシルエットにあわせてロングブラジャーや背中が大きく開いたベアバック対応のＶバックタイプのビスチェなどがある。